# Severen
Severen är ett distrikt i Bulgarien.   Det ligger i kommunen Obsjtina Plovdiv och regionen Plovdiv, i den centrala delen av landet, 130 km sydost om huvudstaden Sofia.
Runt Severen är det i huvudsak tätbebyggt. Runt Severen är det mycket tätbefolkat, med 4 039 invånare per kvadratkilometer.